# Gudmont-Villiers

Gudmont-Villiers este o comună în departamentul Haute-Marne din nord-estul Franței. În 2009 avea o populație de 350 de locuitori.

## Evoluția populației
| An        | 1975 | 1982 | 1990 | 1999 | 2006 | 2009 |
| --------- | ---- | ---- | ---- | ---- | ---- | ---- |
| Populație | 389  | 399  | 338  | 355  | 353  | 350  |